# Louis Faget
Pour les articles homonymes, voir Faget (homonymie).
Louis Faget, né le 25 juillet 1861 à Bordeaux et mort le 5 septembre 1931 à Talence, en Gironde, est un exploitant agricole et un homme politique français.

## Biographie
À la tête d'une importante fortune, il se consacre à des actions de bienfaisance et devient conseiller général de Targon de 1910 à 1912 puis de 1922 à sa mort.
Également conseiller municipal de Targon entre 1925 et 1929, il est élu député en 1928 et rejoint alors le groupe parlementaire de l'Action démocratique et sociale, l'une des formations représentant l'aile droite de l'Alliance démocratique à la Chambre des députés. Défenseur de l'agriculture et des planteurs de tabac, il décède en cours de mandat en 1931.
Le 20 mars 1923 il propose au maire de Bordeaux Fernand Philippart un projet de monument aux morts pour la ville de Bordeaux, sans passer par le concours organisé à cet effet par le conseil édilitaire. Ce projet devait se réaliser à côté de la Porte d'Aquitaine, dont la future potentielle destruction aurait permis de mettre d'avantage en avant ce monument sur la Place de la Victoire (Bordeaux).

## Sources
- « Louis Faget », dans le Dictionnaire des parlementaires français (1889-1940), sous la direction de Jean Jolly, PUF, 1960 [détail de l’édition]
- Archives de Bordeaux Métropole.